# ワイワイワールド2 SOS!!パセリ城
『ワイワイワールド2 SOS!!パセリ城』（ワイワイワールドツー エスオーエス!!パセリじょう）は、コナミが開発し1991年1月5日に発売されたファミリーコンピュータ用横スクロールアクションゲーム。
2015年にはWii U用ソフトとしてバーチャルコンソールにて配信された。

## 概要
前作『コナミワイワイワールド』（1988年）と同様にコナミの人気ゲームのキャラクター達を集めたゲームだが、本作はキャラクター本人ではなくリックルという主人公ロボットが各ヒーローに変身する形式となる。アクション、シューティング、パズル、カーチェイスなど、他のコナミのゲームを模した様々なステージが多数用意されており、ゲーム内容は前作以上にボリュームアップしている。前作同様に2人同時プレイが可能。全体的にシリアス寄りだった前作の絵柄と比べ、本作のデザインは全てコミカルな二頭身のSDキャラクターに統一されており、ゲーム中の雰囲気は一新された。

## ゲームシステム

### 変身システム
プレイヤーはゲーム開始前に下記の4種類中から変身タイプを選択。ステージの道中でリックルが変身用のアイテムを収得すればコナミヒーローに変身することができる。尚、2人プレイ時には、変身タイプを1P・2Pがそれぞれが別々に選択可能だが、片方が変身中の場合、もう片方はそれと同じキャラクターには変身できない。また、変身タイプはゲーム中には変更不可。
これらの変身には時間制限があり、最大60カウントで強制解除される。変身中には敵に当たってもライフが減らない代わりに変身の残り時間が5カウント減少する。変身中に回復アイテムを入手すれば変身時間を最大まで回復できるが、リックルのライフは変身前の状態のままで回復しない。
- 変身タイプ
  - ゴエモン・ウパ・シモン
  - ゴエモン・ビル・フウマ
  - ウパ・フウマ・シモン
  - ウパ・シモン・ビル

## ストーリー
平和な日々が続いていたワイワイワールド。そこへ突如暗黒の彼方から大魔法使い『ワルーモン』が現れ、ワルワル魔法により瞬く間にワイワイワールドを征服してしまった。観光旅行中で危うく難を逃れたシナモン博士は、密かに開発していた「コナミヒーロー変身回路」内蔵スーパーロボット『リックル』を創り出し、ワルーモンを倒すために出動させた。このシナモン博士の行動に気づいたワルーモンは、ワイワイワールドのハーブ姫をパセリ城ごと宇宙空間へ連れ去り、かつてのコナミヒーロー達に倒された悪役キャラを復活させ、リックルを倒すために向かわせたのだった。

## ステージ構成
ワールド1「スーパーロボット　リックル　しゅつどう！！」
本作オリジナルの「未来都市ステージ」。全3面構成で、1面と3面は強制スクロールのアクションステージ、2面はリックルの戦闘機によるシューティングステージ（ボタン操作で方向転換が可能）となる。ボスはヤマトに足が付いたような戦艦「突撃戦艦トヤマン」。
ワールド2「はなの　おえどタウンは　おおさわぎ！！」
『ゴエモン』風の「お江戸タウンステージ」。全2面構成。ステージはファミコンの『がんばれゴエモン』からではなく、アーケードの『Mr.五右衛門』風にデザインされている。ボスはホッピングスティックに乗った鎧武者「"無敵鋼人"ホッピング武者ノ助」。
ワールド3 A「ドンブリだらけで　おなかも　いっぱい　？」
『ツインビー』風の縦スクロールシューティングステージ。1Pは「ツインビー」、2Pは「ウインビー」に搭乗して戦う。ステージ開始前に「ドンブリアイランド」を選択するとこちらへ進む。ボスはドンブリに入った生物「未確認ドンブリ物体UDO」。この面ではボーナスステージを含めた全2面構成となり、ボーナスステージではひたすらベルを獲得する、同社の『ファルシオン』風の3Dステージとなる。
ワールド3 B「ふあいなる　ツインビー　くえすと　ガイデン！？」
『ツインビー』風の縦スクロールシューティングステージ。1Pは「ツインビー」、2Pは「ウインビー」に搭乗して戦う。ステージ開始前に「RPGポイアイランド」を選択するとこちらへ進む。ボスは「お怒りドラゴン」。こちらもボーナスステージを含めた全2面構成で、ボーナスステージでは同じくひたすらベルを獲得するが、背景の絵は異なる。
ワールド4「こんどは　コントラ！　なかなか　エイリアン！！」
『魂斗羅』風の「エイリアンジャングルステージ」。全1面構成。「あーりゃりゃん」というエイリアンが複数種類登場し、ボスはメカに乗ったエイリアンの「あーりゃりゃんきんぐ」。
ワールド5「むしばも　ダイエットも　かんけいないね！！」
『バイオミラクル ぼくってウパ』風の「お菓子ワールドステージ」。全2面構成で、前半は通常のアクションステージ、後半は縦スクロールの水中ステージとなる。尚、ウパに変身すればケーキの中を食べながら進めたり、ウパの顔が印されたボックスを開ける事ができるなどの特殊能力が使用可能。このステージにはボスは出現しない。
ワールド6 A「きおくの　しょうぶ！　きょうふの　パズル！」
パズルステージ。ワールド5をクリア後に「パズルワールド」を選択するとこちらへ進む。同社の『ガッタンゴットン』風の25ピースのスライドパズルとなり、針の付いた汽車が風船を爆破しないように、風船を左右に移動させながら提示された絵を完成させていく。
ワールド6 B「ちきちき　レーサー！　マッハ　リックル　GO！GO！GO！」
カーレースステージ。ワールド5をクリア後に「レースGO　GO！」を選択するとこちらへ進む。トップビューの縦スクロールを高速で進み、途中でミサイルやカッターなどの武器を入手しパワーアップするなど、同社のアーケードゲーム『シティボンバー』のシステムを取り入れたカーレース。ボスは「ウルトラトレーラー」。
ワールド7「ようかいハカバに　なんか　ようかい　・・・」
『月風魔伝』風の「妖怪墓場ステージ」。全1面構成で、リックル、フウマ、シモンは特定のブロックを破壊することが可能。ボスは筋肉隆々になった龍骨鬼こと「筋肉龍骨鬼」。
ワールド8 A「わふうようさい　タケヤブの　ワナ　だにゃん！」
『グラディウス』の横スクロールシューティングステージ。ワールド７をクリア後に「わふう　ようさい　タケヤブ」を選択するとこちらへと進む。1P側は「ビックバイパー」に、2P側は「メタリオン」に搭乗する。このステージは同社の『グラディウス』シリーズの要塞面を和風でコミカルに彩ったデザインとなっており『パロディウスシリーズ』の最終ステージに近い雰囲気も醸している。ボスは巨大な蟹の「クラブコア」。ステージクリア後には、サイズが4画面分もある超巨大な「ビッグコア」が乱入してきて対決する。
ワールド8 B「コナミの　しんぴ？　モアイいせき　だペモ！」
『グラディウス』の横スクロールシューティングステージ。ワールド７をクリア後に「いせきスター　モアイ」を選択するとこちらへと進む。前述の通り、1P側は「ビックバイパー」に、2P側は「メタリオン」に搭乗して進む。このステージは同社の『グラディウス』シリーズのモアイ面と遺跡面風のデザインとなっている。なお、このステージのボスの「キョンシーモアイ」との対決時にはMSX版『グラディウス』のエクストラステージの曲が使用されている（原曲は同社の『スクーターシューター』より）。こちらもステージクリア後には超巨大な「ビッグコア」との対決となる。
ワールド9「パセリじょうは　パラレルワールド！？」
最終ステージで全3面構成となる。1面の城入り口は「パラレルワールドステージ」で同社のアーケードの『フロッガー』風のデザインとなり、車に轢かれたり谷へ落ちないように進んで行く。2面の城内「パセリ城ステージ」は『悪魔城ドラキュラ』シリーズ風のデザインのアクションゲームで、ボスは生足の生えた棺桶「"りびング"かんおけ」。ラストステージは強制スクロールのオリジナルのアクションステージとなり、ステージの最後には最終ボスの「ワルーモン」が待ち受けており対決する。強制スクロールステージには、『月風魔伝』の龍骨鬼や『沙羅曼蛇』のゴーレム、『バイオミラクル ぼくってウパ』のかとりーぶ等、各作品のボスキャラクターがコミカルにデフォルメされて雑魚敵として登場する。

## 登場キャラクター

### プレイヤーキャラクター
リックル
シナモン博士が作った少年型ロボットで、コナミヒーローに変身する能力を持っている。本来の姿の時はジャンプ中にさらに2段ジャンプをする事でホバリングをする事が出来、武器は腕から発射するエネルギーカッターで攻撃の射程は短い。1P側が操作。
ブルーリックル
2P用のキャラクター。2人プレイの場合は2P側がブルーリックルを操作する。性能はリックルに準しており、全く同じ。

### 変身キャラクター
いずれもリックルまたはブルーリックルの変身形態としての登場のため、本人は登場しない。
ゴエモン（イシカワ ゴエモン）
『がんばれゴエモン』シリーズの主人公。キセルをブーメランの様に飛ばして攻撃する。2連射まで可能。
ウパ
『バイオミラクル ぼくってウパ』の主人公。ガラ＝スウォード（ガラガラ）で攻撃し、攻撃した相手は雲に変わり足場にする事が出来る。
シモン（シモン・ベルモンド）
『悪魔城ドラキュラ』シリーズの主人公。攻撃力の高いムチを使って離れた敵を攻撃する。
ビル（ビル・ライザー）
『魂斗羅』シリーズの主人公。銃を上下左右4方向に打ち分ける事が可能で、射程に制限がないため使いやすい。連射機などでジャンプ中に上下に弾を撃つと『魂斗羅』ばりの連射になる（ただし、左右は不可）。
フウマ（月風魔）
『月風魔伝』の主人公。強力な剣で攻撃する。射程は短いが、威力が最も高い。

### その他のキャラクター
シナモン博士
前作に引き続き登場。観光旅行中だった為にワルーモンの襲撃を逃れる。ワルーモンに対抗するべく、コナミヒーロー変身回路内蔵スーパーロボットのリックルを創り上げた。
コナミマン
前作に引き続き登場。今回はプレイヤーキャラクターとしてではなく、ステージ間のデモなど端役として出演。自ら集計ボーイを名乗り、ステージで獲得したアイテムをエンゼルマークや予備バッテリーなどに交換してくれる。
コナミレディ
前作に引き続き登場。こちらも今回はプレイヤーキャラクターとしてではなく、ステージ間のデモなどに出演してプレイヤーをナビゲートしてくれる。
エビス丸
『がんばれゴエモン』シリーズより登場。プレイヤーキャラクターとしてではなく、ステージ間のデモに登場。その他にも背景のオブジェクトなどに登場している。パッケージにはプレイヤーキャラクターではないにもかかわらずシモンの右隣りに描かれている。
ペン太
『けっきょく南極大冒険』より登場。ステージ間のデモでセリフは無いが、ボスキャラクターを踏みつぶしている絵が見られる。
タコ
『パロディウス』より登場。超巨大ビッグコアステージの冒頭で大量に敵キャラクターとして登場する。行動パターンはグラディウスのザブが元になっている。
ハーブ姫
ワイワイワールドのパセリ城に住む綺麗なお姫様。ワルーモンの襲撃によりパセリ城ごと宇宙空間にさらわれる。
ワルーモン
本作のラストボスで、暗黒の彼方から突如現れた大魔法使い。ワイワイワールドをワルワルの魔法で瞬く間に征服した。リックルの存在を知るとハーブ姫をパセリ城ごと宇宙空間へ連れ去り、かつてコナミヒーロー達が倒した悪役達を復活させてリックル討伐に向かわせる。オープニングではシルエットしか見えず邪悪な佇まいを感じさせるものの、その実態は前作のワルダーとは打って変わってコミカルな姿をしている。リックルに敗れた後はシナモン博士の家でてるてる坊主にされてしまった。

### 機体メカ
ツインビー＆ウインビー
『ツインビー』シリーズより登場。ワールド3の縦スクロールシューティングステージと3D視点のボーナスステージで使用。パワーアップシステムは『ツインビー』に準ずる。また、パズルステージの絵にも登場。
ビックバイパー＆メタリオン
『グラディウス』シリーズより登場。ワールド8の横スクロールシューティングステージで使用。地面近くを飛行するとセガ（後のセガ・インタラクティブ）の『ファンタジーゾーン』のオパオパのように歩脚を出して歩く。パワーアップシステムは『グラディウス』に準ずる。
砲台
『クォース』より登場。コンティニュー時のパスワード入力画面は、同社のパズルゲームの『クォース』のようなレイアウトとなっている。
ワールド７の道中にハンマーのギミックとしても登場する。

## 移植版
| No. | タイトル                        | 発売日       | 対応機種 | 開発元 | 発売元 | メディア                              | 型式 | 備考 |
| --- | ------------------------------- | ------------ | -------- | ------ | ------ | ------------------------------------- | ---- | ---- |
| 1   | ワイワイワールド2 SOS!!パセリ城 | 2015年9月2日 | Wii U    | KDE    | KDE    | ダウンロード （バーチャルコンソール） | -    |      |

## 音楽
サウンドトラック
本作はゲーム内にサウンドテストが存在するほか、一部のサウンドトラックCDにて他のゲームと共に音源化されている。
- 『コナミ・ファミコン・ミュージック・メモリアル・ベスト VOL.3』（1991年2月21日、キングレコード）
『悪魔城すぺしゃる ぼくドラキュラくん』、『愛戦士ニコル』のBGMとのカップリング収録。本作のBGMについては同系統の楽曲がメドレーとして1トラックに収録されている。
- 『ワイワイワールド1&2 サウンドコレクション』（2014年5月19日、EGG MUSIC RECORDS（プロジェクトEGG/D4エンタープライズ））
前作『コナミワイワイワールド』のBGMとのカップリング収録。本作のBGMについては2枚組のうちDISC2に収録され、同系統の楽曲もそれぞれ個別にトラックを分けて収録されている[4]。

## スタッフ
- プログラム：ボヨヨンしなもんあおやま（青山和浩）、グラスホッパーおがわ（小川光章）、ワンちんトコマ（山口誠）、ちゃちゃよしだ（吉田晃之）
- グラフィック・デザイン：ペモペモさんだーかわみなみ（汾陽桂太）、いしはらかめのすけあらためぴんすけ（いしはらかずみち）、ふくだらんまるぱーすけ（福田裕貴）
- サウンド・デザイン：さかごんみるくしょっぷゆういち（坂倉雄一）、じえんとるまんまつばらけんちゃん（松原健一）、みなみむちむちぷりんさとこ（宮脇聡子）

## 評価
ゲーム誌『ファミコン通信』の「クロスレビュー」では合計24点（満40点）、『ファミリーコンピュータMagazine』の読者投票による「ゲーム通信簿」での評価は以下の通り22.75点（満30点）となっている。
| 項目 | キャラクタ | 音楽 | 操作性 | 熱中度 | お買得度 | オリジナリティ | 総合  |
| 得点 | 4.24       | 3.79 | 3.69   | 3.68   | 3.61     | 3.74           | 22.75 |